# Ratzert
Ratzert es un municipio situado en el distrito de Neuwied, en el estado federado de Renania-Palatinado (Alemania). Su población estimada a finales de 2016 era de 235 habitantes.
Se encuentra ubicado al norte del estado, cerca de la orilla derecha del río Rin, y al norte de la ciudad de Coblenza.